# Filippo Prato
Filippo Prato (Torino, 11 febbraio 1910 – 1º aprile 1980) è stato un allenatore di calcio e calciatore italiano, di ruolo centrocampista.

## Carriera
Interno di centrocampo, cresciuto nel Gruppo Sportivo Unica di Torino, passa poi al Torino, con cui esordisce in prima squadra nel campionato 1930-1931. Rimane ai granata fino al 1937, anno in cui viene acquistato dal Napoli.
Dopo tre stagioni comincia a dare segni di scarso rendimento, quindi viene venduto alla Battipagliese, dove ricopre anche l'incarico di allenatore. Tornato in Piemonte, milita nella Settimese e nella Braidese; conclude la carriera di giocatore nel 1946, con la Biellese.
Conta una presenza in Nazionale B.
Dopo il ritiro ha gestito un bar nella zona ovest di Torino per molti anni.

## Palmarès

### Giocatore

#### Competizioni nazionali
- Coppa Italia: 1

Torino: 1935-1936